# (294) Felicia
(294) Felicia – planetoida z pasa głównego asteroid okrążająca Słońce w ciągu 5 lat i 213 dni w średniej odległości 3,15 j.a. Została odkryta 15 lipca 1890 roku w Observatoire de Nice w Nicei przez Auguste Charloisa. Pochodzenie nazwy planetoidy nie jest znane.